# 3年B組金八先生 伝説の教壇に立て!
『3年B組金八先生 伝説の教壇に立て!』（さんねんビーぐみきんぱちせんせい でんせつのきょうだんにたて）は、2004年6月24日にチュンソフトより発売されたPlayStation 2用のアドベンチャーゲーム。第9回「CESA GAME AWARDS」優秀賞を受賞。
キャッチコピーは「一度教壇に立ってみろ。先生の気持ちがよ〜く分かるぞ」。

## 概要
これまでチュンソフトが制作した「サウンドノベル」に続く新たなジャンル「RPD（ロールプレイドラマ）」という位置づけである。サウンドノベルで好評だった、絵や音を出すタイミングを状況に応じて変化させる"間"の演出を継承している。更に、それを活かしつつ、サウンドノベルにはなかった"声の表現"が新たに加わっている。声優によるフルボイス、一部アニメーション付き。本作には、担任クラスの生徒たちに加え、個性的な同僚の教師、生徒の両親や街の人々、そして金八先生など総勢約100人がフルボイスで登場する。
TBSのテレビドラマ『3年B組金八先生』のタイトルを冠してはいるが、内容はオリジナルである。これは元々学園を舞台としたゲームを制作していたチュンソフトが、テレビドラマ『かまいたちの夜』を放送した縁のあるTBSに、既にある程度出来上がったシナリオを持ち込み『3年B組金八先生』の名前を使うことを申し入れたためである。これには「学園シミュレーション」や「学園ものギャルゲー」等との差別化を図る狙いがあった。
テレビドラマのスタッフは制作にほとんど絡んでいないが、プロデューサーである柳井満のシナリオチェックは受けている。舞台となる中学校もドラマの舞台である「桜中学」と同じ中学校でのロケを行っているが「サクラ中学」という設定で、坂本金八や大森巡査などドラマからの登場人物もあくまで特別出演といったポジションで登場しており、ストーリーへの絡みは薄い。この作品が発売された当時、ドラマ作品が放送されていたがそれらの作品との関連は不明であり、1シリーズから6シリーズの卒業生に関する示唆もなかった。

## あらすじ
2004年のサクラ中学、名物教師の金八先生こと坂本金八が一年間入院することになってしまう。サクラ中学校長は、金八先生の代理として、教壇を離れはしていたが金八推しの若手教師、松本満天を、3年B組の新担任として任命した。主人公は3年B組を受け持ち、不登校や家出など様々な問題を解決しながら、卒業式までの一年をサクラ中学で過ごすこととなる。

## システム
サウンドノベル系のゲームで標準的なグラフィックと文章ウィンドウまたはオーバーラップというスタイルではなく、フルボイスを生かしたグラフィックのみの表示となっている点が特徴。セリフ送りのボタンは用いず、自動的に会話が送られるため、イベントシーンはテレビアニメやテレビドラマを見ているような感覚で進行するが、「読み返し」機能で文章を読むことと一度聞いたセリフはスキップ可能。グラフィックの背景は、テレビドラマ『3年B組金八先生』で実際に使われた中学校や、荒川の土手、そのほか各地で撮影した写真を加工して使用している。
全体の一年は10話（10期間）に分かれており、その期間内で1つの、または複数のシナリオの「ザッピング（後述）」が展開する。各シナリオの冒頭および要所では「イベントカード（後述）」を入手することができ、主人公が移動した先にいる登場人物にイベントカードを使用することで、情報を収集したり、行動を起こしたりして、ゲームを進めていく。
各シナリオには、主人公の行動結果によってグッドエンド、ノーマルエンド、バッドエンドが存在しグッドエンドとバッドエンドのみのシナリオもある。バッドエンドになると、プレイヤーは金八先生からの叱咤を受けるが、第9話と第10話は例外で即ゲームオーバーとなる。
連続テレビドラマを意識しており、各シナリオは順調にプレイした場合にほぼ1時間でクリアできるよう構成されているが後述のザッピングが絡んだ場合はその分長くなる。また、各シナリオの前には15秒の「次回予告」が入る。

### イベントカード
このゲームの最大の特長は、このイベントカードの概念である。これは、それまでチュンソフトが創り上げてきたアドベンチャーゲームやサウンドノベルなどに存在する「コマンド」、「フラグ」、「選択肢」といった概念を一つにしたもので、あるときは主人公が行動を起こすコマンドであり、あるときはシナリオの進行を把握できる明示的なフラグであり、またあるときは他キャラクターからの問いかけに答える選択肢となる。

### ザッピング
ザッピングの概念は、チュンソフトの『街 〜運命の交差点〜』から形を変えて引き継がれている。今作では、教師である主人公の身に、同時にいくつかの出来事（シナリオ）が降りかかるといった形で提示されている。ある生徒が抱える問題を解決するのと同時に、他の生徒の問題も解決していく形となっている。また、あるシナリオに関わっている人物に他シナリオのイベントカードを使用してみることで、思いもよらない反応が返ってくることがある。
ザッピングを駆使して、1プレイで全シナリオをクリアした状態でエンディングに到達すると、卒業式後のシーンで特別セリフが追加される。完全版では、全シナリオでなくとも各生徒の問題（シナリオ）を解決をしていると卒業式での演出が変わる。

### 才能開花システム
シナリオとは独立に、才能開花システムという一種のミニゲームがある。マップ上にシナリオとは関係のない生徒が出現することがあり、その生徒に「才能カード」を使うと才能が伸び、開花していく。一人の生徒には9＋1の才能が眠っている。
才能カードは自動的に入手できるもの、シナリオをグッドエンドでクリアすることで入手できるもの、生徒のある才能が開花すると入手できるものがある。特定の才能カードがないと才能を全て開花できない生徒も多く、カード入手の手順はパズル的に絡み合ってくる。
この才能開花システムで才能が開花した生徒は、卒業式（エンディング）で「仰げば尊し」を歌ってくれる。才能開花を全て終わらせれば、3年B組の全員と下パートも付いた合唱を聞くことができる。

## 登場人物
ゲーム中のキャラクター総数はゆうに100を超える。

### 3年B組生徒
キャラクターの並びは出席番号順

#### 男子生徒
伊吹銀平
声 - 奥田啓人
中学生とは思えない貫禄を持ち合わせているが、れっきとした中学生。曲がったことが嫌いな性格で、喧嘩沙汰が多い。実はその風貌から喧嘩を売られることが多いだけで銀平自身から喧嘩を仕掛けたことはないのだが、過去の出来事から教師をあまり信用していないらしく、喧嘩の詳細など自ら弁解することはない。相手を突き放したりなど冷めた言動が多い反面、熱血な一面も持っており、見知らぬ女性の相談に乗ったりなど優しい部分を垣間見ることがある。
幼馴染である中島ヒカル、塩見慶一郎とは仲が良い。また、慶一郎のほか、平光夫とは騎馬戦で伝説を作ったチームを組んでいた。
岩木竜二
声 - 清水敏孝
坊主頭が特徴。強がりな性格で、北健太を虐めているが、その虐め行為に対してまったく反省していない様子を見せることからクラスメイトの人望はないが、病弱な妹を思い遣る一面もあり、徐々に自身の虐め行為に対して考えるようになる。マサヨシとカッツンという子分がいる。
大山太郎
声 - 真殿光昭
愛称は「タロP」で、「〜っス」が口癖。聖あやかの大ファンで、自らファンクラブの会長を務めている。お調子者で、あやかの為なら時に暴走することさえあるが、嘘はつけないタイプ。また、伝説となった騎馬戦チームのファンでもあり、写真を大切に持っている。成績は良くないが、高千穂誠が転校した後はクラス委員長を引き受けるなど、活動的な性格。
北健太
声 - 鶴博幸
小柄な体型で、愛称も容姿にちなんで「チビ太」。岩木竜二から酷い虐めを受けており、内心ではいつか見返してやると思ってはいるものの、諦めの気持ちも混ざり、その虐め行為を受け入れてしまっている。その反動でヒーローという存在に憧れている。
黒部鉄郎
声 - 加藤将之
愛称は「鉄ちゃん」。しかしその由来は名前の“鉄郎”からではなく、“鉄道オタク”から。その名の通り鉄道マニアで、少し変わった性格であるためクラス内では浮き気味であるが、クラスメイトの高千穂誠からのフォローで何とか収まっている。天城あずさに想いを寄せているが、あずさが誠に想いを寄せている素振りを見せているため、誠とは親友であると同時に嫉妬心も抱いている。
塩見慶一郎
声 - 加瀬康之
1989年10月28日生まれの蠍座、血液型はB型、ボクシング部所属、趣味・特技はベース、哲学系文学。
無口でスレているが、哲学や文学系の本を好んで読んでおり、成績は優秀。他人にあまり関心がないため孤立していることも多いが、幼馴染である中島ヒカル、伊吹銀平とは仲が良く、一緒に行動していることもある。また、銀平のほか、平光夫とは騎馬戦で伝説を作ったチームを組んでいた。度々、英語教師の広沢に対して特別な想いを寄せている様子も見せる。
白石雪也
声 - 中村俊洋
テニス部所属。性格は温厚で成績も優秀な動物好きの少年。犬を飼い始めたことがきっかけで捨てられた犬達を救うことだけに没頭するようになってしまい、だんだん成績が落ちてきている。そのことを教師や母親に心配されているが、本人はあまり気にしていない。
平光夫
声 - 鈴木正和
大柄な体格だが、理由なき暴力や弱い者いじめを嫌う心優しい性格のスポーツマン。収集癖があるが飽きっぽい性格であるため続かず、女性の好みもよく変わる。塩見慶一郎、伊吹銀平とは騎馬戦で伝説を作ったチームを組んでいた。
高千穂誠
声 - 石田彰
1989年7月18日生まれの蟹座、血液型はA型、吹奏楽部所属、趣味・特技はピアノと天体観測。
男子のクラス委員長。穏やかで人当たりの良い性格。成績優秀で誰に対しても優しく、積極的にクラスをまとめる優等生だが、他人を気遣うあまり自身の悩みごとを心の中に閉じ込めてしまう一面があり、押しの弱い部分もある。転校して来た際にクラスに馴染めなかった誠へ最初に話し掛けて来て以来、黒部鉄郎とは友達。クラスの輪から離れがちな鉄郎のフォロー役に回ることも多い。
家庭内の事情で再び転校することになるが、皆との別れが寂しくなるという理由で、クラスメイトには転校のことを隠したまま、学校を去ろうと考えている。
桧山太陽
声 - 小野大輔
本来ならサクラ中学に来るはずのないレベルの秀才だが試験当日に熱を出し受験に失敗し通う事に。中学一年の時のクラスでのイジメや、家庭環境と周囲の抑圧から学校に行く理由を見失ってしまい、不登校になっている生徒。学校に通わずとも成績はトップなため特に問題にもされず引き篭もりの状態が続いており、母親との会話もメールで済ませている。幼馴染でクラスメイトの月山美咲とはメール友達で、登校のきっかけを作るなど仲が良く、太陽も美咲に対して特別な想いがあるような素振りを見せることがある。
最初は消極的で暗い雰囲気であったが、本来は穏やかで優しく芯の強い性格であり、学校へ登校するようになってからは攫われた美咲を助け出そうと自ら不良達の溜まり場へ乗り込もうとしたり、周りに気を配る一面なども見られるようになった。博識で説明役になることもしばしば。また、父親は病院で医師をしており、岩木竜二の妹とも面識がある。

#### 女子生徒
雨池マミ
声 - 小暮英麻
テニス部所属。魚座のA型。シャギーの入ったポニーテールヘアーが特徴。「マツジョン」という人物のファンで、好きなタイプにも挙げている。お喋りが好きで、夏沢レミ、白駒クミと仲が良く、一緒にいることが多い。
天城あずさ
声 - 増田ゆき
演劇部に所属している小柄な女の子。眼鏡と後ろで二つに分けた三つ編みヘアーが特徴。普段は天然でおっとりしているが、しっかりとした面も持っている。彼女に想いを寄せている黒部鉄郎から「スーパーあずささん」という愛称で呼ばれているが、その好意に少し困惑している。また時折、高千穂誠に思いを寄せているような様子も見せる。
櫛形陽子
声 - 奥島和美
ギター部所属。ぱっつんヘアーと細目が特徴。自分が認められないものには厳しく、サバサバとした勝気な性格。フォークソングが好き。人気アイドルとして活動している聖あやかに対しても「親の七光り」と言い放ち気に入らないという様子を見せていたが、あやかのフォークソングやギターに対する想いが本物であることを知り、認めるようになる。後に共通の趣味などで意気投合し、タッグでギター演奏を行うなどの仲に進展する。
久住あい
声 - 細野雅世
1989年5月27日生まれの双子座、血液型はO型、ソフトボール部所属、趣味・特技はカラオケ。
おでこを出したストレートヘアーが特徴。誰に対しても自分の意見をはっきりと言えるサバサバした性格で、集団行動を好まず一人でいることも多いが、何かと面倒見が良い一面もある姉御肌。猫が好き。
白駒クミ
声 - 浅井清己
テニス部所属。ショートツインテールが特徴。趣味は詩を書くことで、将来の夢は詩人やコラムニストをしつつ玉の輿に乗ること。雨池マミ、夏沢レミと仲が良く、一緒にいることが多い。
月山美咲
声 - 谷井あすか
1989年6月16日生まれの双子座、血液型はAB型、美術部所属、趣味・特技はメール。
片方だけ結ったロングヘアーが特徴。明るく元気な性格だが、その反面、純粋故に騙されやすく、突拍子のない行動や言動も多い。悪気のない行動で周りから呆れられることもしばしば。テストで2ケタ以上の点数が取れず、自分自身を「バカ」「5点の女」などと称している。成績の悪さに自覚があるものの、いまひとつ成績が伸びないため、数学教師の高峰と補習の授業を受けている。
誰に対しても人懐っこい性格であるが、その中でも幼馴染の桧山太陽とは特に仲が良く、太陽が不登校だった際はよくメールのやりとりをしていた。太陽が登校するようになってからは一緒に登校したり、手編みの手袋をプレゼントしようとするなど、太陽のことをとても気に入っている様子も見せている。
中島ヒカル
声 - 沢城みゆき
1989年12月10日生まれの射手座、血液型はO型、将棋部所属、趣味・特技は料理、祭。
女子のクラス委員長。赤縁の眼鏡とおさげが特徴。世話好きで先生やクラスメイトに何かあった際は心配したり気を配ったりと、面倒見の良いしっかり者。リーダーシップに適した力量も持ち合わせており、クラスのまとめ役となることも多く、成績も優秀。幼馴染である伊吹銀平や塩見慶一郎とは仲が良い。
基本的には誰に対しても優しく礼儀正しいが、過去にあった出来事の影響で美術教師の桐谷だけは自身のトラウマの一部となっており、苦手としている。桐谷がサクラ中学に来てからはどこか様子がおかしく、桐谷に対してのみ辛辣な態度を取るようになる。また、主人公がサクラ中学へやって来る前から主人公のことを知っているかのような素振りも見せることがある。
夏沢レミ
声 - 峯香織
テニス部所属。7月生まれ。前髪を左右に分けたショートカットヘアーが特徴。好きな食べ物はメロン、好きな色はオレンジ。流行に敏感で、噂話が好き。雨池マミ、白駒クミと仲が良く、一緒にいることが多い。
聖あやか
声 - 氷上恭子
アイドルとして芸能活動をしている女の子。人気No.1と称されるアイドルであるが、仕事の関係で遅刻や欠席が多いということを除いては至って普通の生徒で、自身がアイドルであることを鼻にかけることはせず、素直で人当たりの良い性格。男子生徒からの人気が高い反面、一部の女子生徒からは反感を買ってしまっている。
ギター部に所属しているが、仕事の関係で半ば幽霊部員のようになっている一方、本人はアイドルとして活動することよりも、父親が愛用していた思い出のギターでフォークソングを歌いたいと思っている。しかし元人気アイドルであやかのプロデュースも買って出ている母・さおりからは反対されている。
富士美智子
声 - 浅野るり
剣道部所属。おっとりとした性格の女の子。躾の厳しい家庭環境で育ったため「〜ですわ」といった古風な言葉遣いをする。一人称も「わたくし」。愛称は「ふーにゃん」。剣道のほか書道も嗜んでいる。
美原京子
声 - 田上由希子
転校した高千穂誠と入れ違いで編入して来た転校生。天才的なヴァイオリンの才能を持ち合わせており、卒業後にヨーロッパへの留学を予定しているほどの実力。温和な性格で、初めて会った時から主人公に好意があるような様子で接する。

### サクラ中学教員
主人公
このゲームのプレイヤーおよび視点。恩師である坂本金八の頼みで3年B組の担任になった教員。28歳。担当教科は国語。元々教師をしていたが、ある事件がきっかけで教職からしばらく離れていた。
開発中は「松本満天」という名前が設定されており、公式サイトの一部のページには「松本」という表記が残っているが、発売後は記述が削除され、ゲーム内では「先生」と呼ばれている。
坂本金八
声 - 武田鉄矢
テレビドラマ『3年B組金八先生』の「金八先生」と同一人物。本来は国語を担当する教師だが、現在は入院中。主人公の恩師で、入院先の病院を訪ねると教師としてのアドバイスを与えてくれるほか、タイトル画面やゲームオーバー画面などにも登場する。
鈴木夏子
声 - 谷育子
サクラ中学の校長。寛容で器が広く、常にこの学校のことを考え見守っている。
田沼貴一
声 - 楠見尚己
サクラ中学の教頭。野心家で横暴な性格で、自分に従わない教師や生徒に対しては厳しく接するが、素直になれない一面もある。
高峰通
声 - 森田順平
3年A組の担任で学年主任。担当教科は数学。民間人登用で大手企業からサクラ中学へ赴任してきた。プライドが高く、生真面目なエリート教育主義で、成績の良し悪しだけで教育方針を押し進めようとする一方、面倒見の良い面もあり、成績の悪い月山美咲に対して補習を行うなど、成績の悪い生徒を何かと気にかけている。
声優を担当した森田は、テレビドラマでは乾先生役で出演している。
広沢りん子
声 - 岡村明美
1980年1月16日生まれの山羊座、血液型はA型、趣味・特技はプロレス観戦。
主人公が担任を受け持つ、3年B組の副担任。24歳。担当教科は英語。主人公のサポート役も担っており、その面倒見の良い性格から学校内でも人気がある。コネで採用試験をパスした経緯があり、教師という職業に対しての情熱は今ひとつで、自分には向いていないのではないかと悩んでいる。
小須田念次
声 - 納谷六朗
田沼教頭の腰巾着のような立ち位置。担当教科は不明で、ゲーム内でも小須田自ら誰も担当教科を知らないのではないかというニュアンスの台詞も出てくるが、説明書には生活指導と表記されている。日ごろから田沼の使い走りが多く、あまり仕事をしている姿は見かけない。
相沢カヲル
声 - 樫井笙人
担当教科は理科。34歳。様々なオタク道に精通しており、発明品の製作なども自ら行う。大学で宇宙工学を学んでいたことがあり、教師となった今でもロケットの開発に想いを馳せている。
関原大介
声 - 高瀬右光
3年C組担任。担当教科は体育。通称「セクハラダイスキ」で、その名の通りセクハラや下ネタ発言が多い脳筋。無神経で粗野な男だが、悪人ではない。
神崎武則
声 - 坂東尚樹
担当教科は社会。新聞部の顧問もしている。55歳。人付き合いが苦手で、唯一、理科教師の相沢と仲が良い。学生の頃に参加していた“学生紛争”の一件を引きずっており、訳の解らない理屈を口にすることがある革命家。
音無静子
声 - 幸田直子
担当教科は音楽。演劇部の顧問もしている。舞台の上で逆さ釣りになって演劇の練習をしたりと、一風変わった性格。教職に就く前はオペラ歌手を目指していた。
なお、声優を担当した幸田はテレビドラマ『金八先生』の第5、6、7シリーズにケアセンター栄養士の木村トキ江役で出演している。
久保真理子
声 - 沢海陽子
スクールカウンセラー。相談室に常駐しており、生徒の異変を察知して主人公に相談を持ちかけたり、アドバイスを行ったりしている。
水島奈美
声 - 小池亜希子
サクラ中学の校医。元暴走族で、湘南鎌倉地区代表ホワイトローズ3代目総長。てつとまさるという後輩がいる。危ない男が好みだと語り、理科教師の相沢を気にする様子も見せている。愛読書は東京怪奇地図。
桐谷正輝
声 - 大塚明夫
9話からサクラ中学に入ってくる美術教師。趣味は自画像を描くことで、職員室には滅多に顔を出さず、美術室に篭って絵を描いていることが多い。オーストリアの画家エゴン・シーレを尊敬しており、画風のほか、生い立ちなどにも影響を受けている。不気味で謎の多い言動や行動が多く、中島ヒカルとは面識がある。

### その他の登場人物
レギュラー出演
- 大森巡査 （声：鈴木正幸）

第1 - 2話
- 太陽の母 （声：大野エリ）
- 竹内直美 （声：倉持良子）
- 美咲の母 （声：小木曽祐子）

第3話
- 老婆 （声：田畑ゆり）
- バスガイド （声：木川絵理子）
- ツアーコンダクター （声：伊丸岡篤）
- 女学生A （声：伊藤亜矢子）
- 米兵 （声：小野塚貴志）
- 暴走族A （声：伊丸岡篤）
- 暴走族B （声：小野塚貴志）
- 浜口絵里子 （声：小島幸子）
- 島袋行長 （声：江川大輔）
- ヤラレ高校生A （声：櫛田泰道）
- ヤラレ高校生B （声：田中雅彦）
- 幼少期の銀平 （声：伊藤亜矢子）
- 沖縄の刑事 （声：吉野貴宏）
- 高校生2 （声：浜田賢二）

第3 1/2話
- 石丸博士 （声：岩田安生）
- 真田ひとみ （声：小野未喜）
- マサヨシ （声：小島淳吾）
- カッツン （声：名村晋治）
- アダモ （声：青木誠）

第4話
- 聖さおり （声：田中敦子）
- 山川 （声：青木誠）
- ギター部女子A （声：松崎史子）
- ギター部女子B （声：榊原裕子）
- あやかファンA （声：木村拓）
- あやかファンB （声：山川宗太）
- 高校生1 （声：新垣樽助）
- 高校生2 （声：浜田賢二）
- 高千穂司 （声：浜田賢二）
- 高千穂早苗 （声：田上由希子）
- ラーメン屋主人 （声：新垣樽助）

第5話
- 浅間・ユウリ・あやめ （声：浜野ゆうき）
- あやめの父 （声：星野充昭）
- コマンダー （声：ギルバート・C・エスピネリ）
- 銀平の祖父
- 健太の母 （声：よのひかり）
- 太郎の母 （声：重松朋）
- 神崎ミチコ （声：喜田あゆ美）
- 美智子の母 （声：岩本裕美子）
- 美智子の父 （声：江川大輔）

第6話
- 京子の母 （声：園田恵子）
- 犬爺 （声：北村弘一）
- 山崎 （声：小形満）
- 雪也の母 （声：大野エリ）
- 雪也の祖母 （声：羽鳥靖子）
- 近所の男性 （声：くわはら利晃）
- 近所の女性 （声：倉持良子）

第7話
- 真壁浩一 （声：阪口周平）
- A組の騎馬隊 （声：津川悟）
- 岩木レイカ （声：大谷育江）
- 竜二の父 （声：伊丸岡篤）
- 太陽の父 （声：くわはら利晃）
- 看護師 （声：斉藤恵理）

番外編
- 都 （声：戸田亜紀子）
- 花 （声：松浦チエ）
- 成美 （声：水間真紀）
- てつ （声：坪井智浩）
- まさる （声：新垣樽助）
- 薙 （声：亀井芳子）
- 八代重造 （声：大木民夫）

第8話
- 御法川実 （声：浜田賢二）
- 謎の男 （声：小上裕通）

第9 - 10話
- 前沢 （声：秋元羊介）
- 菊川悟郎 （声：大川透）
- ヒカルの母 （声：定岡小百合）
- チハルの父 （声：上田陽司）
- クヌギ中学教師A （声：櫛田泰道）
- クヌギ中学教師B （声：上田陽司）
- 生徒の母A （声：細野雅世）
- 看護師 （声：常見良美）

第0話
- 冬月チハル （声：沢城みゆき）
- クヌギ中学教頭 （声：塾一久）
- クヌギ中学教師1 （声：柴田創一郎）
- クヌギ中学教師2 （声：伊丸岡篤）
- 記者1 （声：梶山はる香）

## シナリオ
※印が付いているタイトルは『完全版』で追加されたシナリオ
| 話数      | タイトル                                                                                      | 脚本                         | 絵コンテ・原画     |
| --------- | --------------------------------------------------------------------------------------------- | ---------------------------- | ------------------ |
| 第0話     | Untitled                                                                                      | 不明                         | 不明               |
| 第1話     | ようこそ3年B組へ!                                                                             | 北島行徳 古田剛志            | 不明               |
| 第2話     | 大人は判ってくれない                                                                          | 北島行徳 古田剛志            | 不明               |
| 第3話     | たったひとつの冴えたやり方                                                                    | 古田剛志 長井知佳            | 不明               |
| 第3話     | 勝手にしやがれ                                                                                | 古田剛志                     | 不明               |
| 第3 1/2話 | 人にやさしく ※                                                                                | 北島行徳                     | 不明               |
| 第4話     | スタア誕生                                                                                    | 古田剛志                     | 不明               |
| 第4話     | 鉄ちゃんの恋                                                                                  | 檜木田正史                   | 不明               |
| 第4話     | 連弾                                                                                          | 北島行徳                     | 不明               |
| 第5話     | 星に願いを                                                                                    | 長井知佳 檜木田正史 古田剛志 | 荒川直樹           |
| 第5話     | 社会科教師の異常な愛情 ※ （または私は如何にして心配するのをやめて革命を愛するようになったか） | 不明                         | 不明               |
| 第6話     | 足長おじさんの憂鬱                                                                            | 古田剛志                     | 関口淳（原画のみ） |
| 第6話     | 僕と犬の楽園                                                                                  | 北島行徳 古田剛志            | 不明               |
| 第7話     | 決戦! 激戦! 体育祭!!                                                                          | 古田剛志                     | 栗尾昌宏           |
| 第7話     | キネマ狂想曲                                                                                  | 檜木田正史 古田剛志          | 植村淳             |
| 番外編    | 大人たちの長い夜                                                                              | 不明                         | 不明               |
| 第8話     | 汚れつちまつた悲しみに                                                                        | 長井知佳                     | 荒川直樹           |
| 第9話     | Tod und Mädchen Erster Teil （死と乙女 第1部）                                                | 北島行徳 檜木田正史 古田剛志 | 青山浩之           |
| 第10話    | Tod und Mädchen Zweiter Teil （死と乙女 第2部）                                               | 北島行徳 檜木田正史 古田剛志 | 青山浩之           |
| 最終話    | 卒業                                                                                          | 不明                         | 不明               |

物語は主に「サクラ中学」を中心とした荒川沿いの「サクラ区」内で展開するが例外として修学旅行先の沖縄がある。イメージイラストの段階ではサクラ中は足立区立であることになっているが、ゲーム中の画像には「佐倉」という漢字表記がみられ、「桜中学」ではないことがわかる。
完全版で追加されたシナリオの「社会科教師の異常な愛情」は「鉄ちゃんの恋」をクリアすることで発生。「人にやさしく」は番外編を除く他のシナリオの全イベントカードの入手によって発生する。
第1話〜第2話は1シナリオの前後編で、シナリオカードが共通。第9話〜第10話も1シナリオの前後編で、シナリオカードが共通。第0話は1周目のプレイで発生しない。
一つの話に複数のシナリオがあるものは、1周目のプレイでは1番目のシナリオのみ、2周目では2番目のシナリオのみが発生し、3周目以降になると自由に選択することが可能で、ザッピングプレイが可能となる。
番外編は才能開花システムによって3年B組の全才能が開花しなければ発生しない。おまけシナリオであり、ターン経過が無いなど普通のシナリオとは趣向を変えている。
最終話は卒業式のみのエンディングイベントで、それまでのシナリオのクリア状況によって各人物のメッセージおよび完全版ではカットインが変化する。
シナリオ名には小説や映画のタイトルから取られているものが多い。

## アニメーション

### 作画
キャラクターデザインには社長兼プロデューサーである中村光一の、「沢山の人物が描き分けられ、目が拳よりも大きいようなデザインではなく一般性があって親しみが持てるものを」という意向にそって森川聡子が起用された。武田鉄矢は常々金八先生が他者によって表現されるとき悪意を感じていたというが森川のイラストを初めて見たときには誠意を感じたと語り、コピーを自宅に飾るほど喜んだ。
森川聡子の画を再現できるアニメプロダクションが見つからなかったため、森川自身がスタッフを集めてくることとなった。スタッフ紹介に際し、「スタジオジブリの『猫の恩返し』のスタッフ」の売り文句が使われたが、『世界名作劇場』からの馴染みのメンバーである。
本作ではほとんどのシーンを実際に撮影し、それを元にアニメーションが作成されている。また風景、建物もシンプルなキャラクターに写実的な背景を組み合わせたいというコンセプトからロケを元に描かれており、サクラ病院は『街 〜運命の交差点〜』に出てきた病院を加工。
通常アニメーションは映画と同様秒間24コマで絵を動かすが、本作は秒間30コマで作成されている。またプログレッシブ出力に対応している。

### 音声
絵が出来た後に音声収録するアフレコではなく、先に収録するプレスコ方式が採用された。
ほとんどの場合においてゲームの音声は小さなブースに座り個別に収録されるが、シナリオを読んだ音響監督の佐藤敏夫の提案により、武田鉄矢と鈴木正幸を除きラジオドラマのようにその話に登場する全員が集まり頭から順取りすることになった。卒業証書授与のシーンでも実際に出席番号順に並んで名前を呼ばれたら返事をするという方法をとっている。収録は一ヶ月をかけて行われた。
多くの登場人物がいながらも、順取りが可能になったのは武田鉄矢、鈴木正幸を除く声優をマウスプロモーション一社に発注したためである。テレビドラマ『金八先生』で乾先生役を演じている森田順平が高峰先生の声を当てているが、マウスプロモーションを意図的に選んだのではなく、実際のところはスタッフがチュンソフト本社から徒歩1分の場所にあったスタジオにアポなしで訪れた際、たまたまテレビドラマ版のビデオがあるのを発見し、森田の所属を知ったという全くの偶然であった。
字幕を出すと音声を聴く前に台詞を目で追ってしまい、掛け合いを楽しめなくなるとの考えから表示をしていない。そのため聞き取りやすいよう台詞のテンポを一般的なアニメ作品より1.5倍から2倍ほど遅くし、はっきりとした発音になっている。ディレクターのイシイジロウは仮に字幕を出すとしても相当凝った表示の仕方、台詞の後を字幕が追いかける感じにしたかったが本作のシナリオ量では実現できなかったと語っている。

## スタッフ
- 企画・監督：イシイジロウ
- プロデューサー：中村光一
- キャラクターデザイン・レイアウト：森川聡子
- 総作画監督・キャラクター原画：井上鋭
- 作画監督・絵コンテ・原画：尾崎和孝
- アニメーション演出：鶴岡耕次郎
- 絵コンテ・原画：青山浩之、荒川直樹、栗尾昌宏、植村淳、山口明子
- 原画：関口淳、西村貴世、佐々木美和、大城勝、千葉ゆみ
- 音響監督：佐藤敏夫
- シナリオディレクション：伊東幸一郎
- シナリオ：北島行徳、古田剛志、長井知佳、檜木田正史、桑原裕子、黒崎薫、戸部浩史、斉藤正美
- 音楽：多田彰文
- 音楽プロデュース：中嶋康二郎

## 主題歌
「贈る言葉」
作詞：武田鉄矢 / 作曲：千葉和臣 / 編曲：Sin / 歌：上戸彩
テレビドラマ主題歌のカバー。歌を担当する上戸はドラマ第6シリーズで主要生徒の鶴本直を演じている。
アルバム『MESSAGE』にはオープニングで流れる「贈る言葉」、シングル『風/贈る言葉』にはエンディングで流れる「贈る言葉 〜シングルバージョン〜」が収録されている。

## 完全版
『週刊ファミ通』2005年4月15日号に、全てのセリフを聴いたセーブデータを用意し特定の日にロードをすれば隠しシナリオが遊べるという記事が掲載されたが、それはエイプリルフールのジョーク記事であり、お詫びと共に「シナリオは実在するが諸般の事情でカットしたので遊べません」との説明がなされた。その後、同誌の2005年6月10日号ファミキング内において、ファンからの要望に応え、発売前の告知等で紹介されながらもCEROレイティングの「全年齢」では収録できなかったシナリオ2本を収録した『3年B組金八先生 伝説の教壇に立て! 完全版』をレイティングは「15歳以上推奨」として発売すると発表。
完全版は6月27日から7月25日の間に予約が必要なセブンイレブン流通専売ソフトとして2005年7月28日に先行発売された。通常のゲーム店では同年の9月29日より発売。通常版と完全版との間でセーブデータの互換性はないため、完全版を新たに購入した場合は、再びプレイし直す必要がある。これは才能開花システムとの兼ね合いで、シナリオ追加に伴って一部才能カードの入手方法が異なっているためである。
完全版パッケージの裏に書かれているキャッチコピー「購入者の96％が感動!!」はアンケート葉書等の満足度調査の結果によるもので、『街 〜運命の交差点〜』を抜き、当時のチュンソフト歴代一位となる高評価を得た。

## 携帯アプリ版
- 携帯アプリ移植版
  - 2006年4月25日から携帯電話アプリで『伝説の教壇に立て! 〜先生!事件です〜』とタイトルを変更して配信されている。ストーリーの内容はほぼ同じだが、金八先生や大森巡査といった原作ドラマから登場していたキャラクターは大貫先生、小林巡査などに変更されている。また、ボイスやアニメーションも削除されている。追加要素は、卒業の際にPS2版の才能開花で判明する生徒たちの未来がなぜそうなったのか、各生徒4種類ずつ簡単に補足説明がされてる。
- 携帯アプリ用テーブルゲーム
  - 伝説の教壇に立て! 〜先生!麻雀です〜
  - CARD104 〜先生!文化祭です〜
  - Soritaire 〜先生!文化祭です〜

## 関連商品

### 書籍
- 画集『卒業アルバム 桜』
  - キャラクターデザイン・森川聡子による描き下ろしイラストやキャラクター、背景の原画、絵コンテ、彩色動画を掲載。制作スタッフの座談インタビュー、アニメーションが完成するまでの製作工程の解説等を収録。
- オリジナルノベルズ『死と乙女 Tod und Mädchen』（著：北島行徳）
  - ゲームの第9話と第10話を、ゲーム中では描ききれなかった部分を含め単品の小説として書き直した作品。のちに内容の一部が『完全版』での追加ムービーに反映された。
- オリジナルノベルズ『怪！ サクラ中学七不思議』（著：檜木田正史）
  - 『弟切草』、『かまいたちの夜』シリーズの反動から、『金八』本編には怪奇系のシナリオを含めない方向で制作を進めていたため、外郭的作品として出すことになった。
- アンソロジー『放課後の方程式』
  - 制作の過程でゲーム未収録になったシナリオなどを含めた短編集。
  - エンコー少女（著：北島行徳）
  - 魔法少女ふーにゃん（著：黒崎薫）
  - 在りし日の思ひ出（著：長井知佳）
  - マミレミクミ三人歩記（著：桑原裕子）
- 『3年B組金八先生 伝説の教壇に立て！ 公式ガイドブック チュンソフト編』
- 『3年B組金八先生 伝説の教壇に立て！ 公式パーフェクトガイド』（エンターブレイン）

### CD
- 『チュンソフトゲームミュージック グレイテストコレクション』
  - チュンソフトの設立20周年を記念して発売されたゲーム音楽集。本作からはディスク2に12曲が収録されている。
  - 収録曲
    1. メインテーマ
    2. 友達
    3. 日々 〜春〜
    4. 日々 〜沖縄〜
    5. 日々 〜夏〜
    6. 日々 〜冬〜
    7. 珍妙
    8. 集合
    9. 有形
    10. 硬派
    11. 手紙
    12. 回想

### その他グッズ
- 特製メモリーカード（株式会社ホリ）
  - メモリーカードにはサクラ中学の校章がデザインされている。生徒手帳型のカードケースが付属しており、身分証明書型のプロフィールカードを収納。カードは月山美咲、桧山太陽、高千穂誠、聖あやか、レアカードとして中島ヒカルの5種類をランダムに封入。

### 非売品
- 金八フィギュアストラップ（イワヤ株式会社）
  - 通常版のジャケットでも使われている、金八先生を模した全長7cmのフィギュアが付いたストラップ。ブリスターパックの裏には縦書きで金八先生の格言が書かれている。
- オリジナル「サウンドノベル」サントラ集
  - コースター状のケースに8センチCDが収納されている。
  - 収録曲
    1. メインテーマ
    2. 友達
    3. 日々〜春〜
    4. キストゥーリップ[15]
    5. 弟切草タイトル（「弟切草」より）
    6. かまいたちの夜（「かまいたちの夜」より）
    7. ペンション・シュプール（「かまいたちの夜」より）
- デザイン画
  - PS2のソフトケースのジャケットとして使えるもので、森川聡子描き下ろし画。全2種類。
  - 第1、2話（月山美咲＆桧山太陽）9、10話（中島ヒカル＆桐谷正輝）をテーマにしたイラスト
  - 「夏のキャンペーン」として2004年8月9日 - 9月20日の期間中、ゲームに同梱されているアンケートハガキを送ると抽選でプレゼントされた[16] 。
  - 完全版で追加された2話（北健太＆アダモ・富士美智子＆神崎武則）をテーマにしたイラスト
  - 週刊ファミ通2005年7月22日号において完全版発売記念として森川聡子、イシイジロウ、中村光一の3人のサイン入りで30名にプレゼントされた。
- 卒業写真
  - 公式サイトで募集された「贈る言葉」、「旅立ちの言葉」の中から優秀者100名にプレゼントされた。
- マル秘攻略帳
  - 完全版の一般販売時の先着特典。
- プロモーションDVD
- サクラ区マップ
- スーパーボール
- ダメ教師缶バッジ
- 3年B組団扇

## その他
- 発売前に電撃PS2（D68）の付録DVDにデモムービーが収録されたが、完成品には無い「金八トリガー」なるシステムが名称のみ紹介されていた。
- 中島ヒカル役の沢城みゆきは唯一徹夜したゲームであるとして本作をマイベストゲームに選んでいる[17]。
- 生徒名（苗字）は、日本の山岳名を採用している。
- 週刊ファミ通2005年12月16日号のファミキングにおいて、本作の続編をプレイしたいかどうかの葉書を募集する記事が掲載されたが、その後、結果などは発表されていない。
- イシイジロウの机には続編の企画書が入っており、そこには高校生になった中島ヒカルが描かれているという[14]。
- 続編発売の話が消え、使用していたヒロインの名前が後に『タイムトラベラーズ』で採用されることとなる。

## 関連作品
このゲームに登場した一部の人物は、チュンソフトの他のゲーム等にも出演している。
サウンドノベル・ポータブル かまいたちの夜2 特別篇
サウンドドラマ「ちょっとHなかまいたちの夜」に中島ヒカルと月山美咲がメイド役として登場。また、関連性はないが主人公の矢島透を演じているのは桧山太陽役の小野大輔。
モバイルチュンソフト 探偵パンチ!!
主人公に情報を与える噂好きのOLとして夏沢レミが登場。
忌火起草
ネット配信小説より「ゴシップ」に御法川実が主人公として登場。
428 〜封鎖された渋谷で〜
御法川実が主人公の一人としてスピンオフ登場。また、428のスピンオフ作品『CANAAN』にもメインキャラクターとして登場。
ガチトラ! 〜暴れん坊教師 in High School〜
御法川実の妹の御法川ミドリが登場。兄と同じくジャーナリストであり、作中で兄についても触れられている。